# Riccia radiata
Riccia radiata là một loài rêu trong họ Ricciaceae. Loài này được Perold mô tả khoa học đầu tiên năm 2004.